# Mogens Fog
Mogens Ludolf Fog (* 9. Juni 1904 in Kopenhagen; † 16. Juli 1990) war ein dänischer Neurologe, Politiker (Danmarks Kommunistiske Parti ab 1959 der Socialistisk Folkeparti), Widerstandskämpfer und Rektor der Universität Kopenhagen.
Während der Deutschen Besetzung Dänemarks im Zweiten Weltkrieg spielte er eine wichtige Rolle im dänischen Widerstand. 1942 war er an der Gründung der Untergrundzeitung Frit Danmark beteiligt und 1943 an der Gründung des dänischen Freiheitsrates (Frihedsråd), einem parteiübergreifenden Lenkungsgremium des dänischen Widerstandes. Er war Mitverfasser des Widerstandsprogramms Wenn Dänemark wieder frei ist vom November 1943. Im Oktober 1944 wurde er von der Gestapo verhaftet und konnte im März 1945 nach dem britischen Luftangriff auf die Gestapozentrale im Shellhaus in Kopenhagen fliehen.
Nach dem Krieg wurde er Minister in der Übergangsregierung von Vilhelm Buhl und Parlamentsmitglied von 1945 bis 1950. Im Jahr 1958 verließ er die Kommunistische Partei wegen der sowjetischen Judenverfolgung und der Niederschlagung des ungarischen Aufstandes und gründete mit Aksel Larsen im Folgejahr die Socialistisk Folkeparti.
Von 1966 bis 1972 war er Rektor der Universität Kopenhagen, an der er während der Studentenbewegung von 1968 die Demokratisierung voranbrachte.

## Werke
- Mogens Fog: Om piaarteriernes vasomotoriske reaktioner: et bidrag til hjernens kredsløbsfysiologi. Levin & Munksgaard, 1934.
- Mogens Fog: Danmark frit 1942–1946. Copenhagen, Thaning & Appel, 1947.
- Mogens Fog: Sine meningers mod. Udsendt pa 60 års dagen … af en kreds af venner. 1964.
- Mogens Fog: Universitetsproblemer--nu og i morgen. Munksgaard, 1968.
- Mogens Fog: Efterskrift 1946. Gyldendal 1974.